# Bathyphantes mainlingensis
Bathyphantes mainlingensis là một loài nhện trong họ Linyphiidae. Loài này được phát hiện ở Trung Quốc.